# Mekare
Mekare è una vampira appartenente ai romanzi di Anne Rice, in particolare in La regina dei dannati e Il vampiro Marius.

## Storia personale
Potente strega, è stata trasformata in vampiro da Khayman, nel 4000 a.C., poco prima della caduta di Gerico, nelle Prigioni del Regno di Kemet. Lei stessa ha poi trasformato in un vampiro Maharet, sua sorella gemella, per salvarla da Akasha. Le due gemelle però vengono imprigionate e restano separate per i seguenti 6000 anni.
Nel libro La regina dei dannati, è Mekare che uccide la malvagia Akasha, regina dei dannati, staccandole la testa e mangiando il suo cuore e il suo cervello per impedire la morte di tutti i vampiri esistenti, diventando così la nuova regina dei dannati.
Mekare non appare nel film La regina dei dannati (film), perché il suo personaggio viene fuso con quello della sorella gemella.

## Caratteristiche fisiche
Mekare è descritta come una vampira che dimostra all'incirca 30 anni, di etnia medio-orientale e slava. Ha capelli rossi e occhi verdi. 
È muta perché, per ordine di Akasha, le è stata tagliata la lingua quando era ancora umana.